# Jean-Yves Potel
 (janvier 2023).
Jean-Yves Potel, né le 13 février 1948 à Château-Gontier en Mayenne, est un écrivain et universitaire français. Il est spécialiste de l’Europe centrale, particulièrement de la Pologne.

## Biographie
Jean-Yves Potel a fait des études de lettres à Nice et Grenoble (maîtrise, 1972). Après un passage par l’enseignement secondaire et le journalisme, il a repris des études d’histoire contemporaine (Université Paris 1 Panthéon-Sorbonne (1983), et soutenu sur travaux un doctorat en science politique avec habilitation à diriger des recherches (Grenoble, 2001). Parallèlement, il a enseigné dès 1981, l’histoire politique contemporaine de l’Europe centrale à l’Université Paris 8 (en science politique, puis à l’Institut d’études européennes), et les politiques culturelles en Europe à Paris 1, et à l’Institut d'études politiques de Paris. Il a également travaillé une vingtaine d’années dans l’administration, comme chargé de mission à la DATAR, puis conseiller de coopération et d'action culturelle à l’ambassade de France à Varsovie (2001-2005). Il a été représentant du Mémorial de la Shoah en Pologne (2006-2016).
Issu d’un milieu modeste, il a grandi marqué par l’explosion culturelle des années 1960, par Mai 68 (il était un des responsables de l’UNEF à la faculté des lettres de Nice), le gauchisme, l’anticolonialisme et l’antistalinisme. Il milite à la Ligue communiste révolutionnaire (LCR) au sein de laquelle il assume des responsabilités nationales et régionales jusqu'en 1980
Puis il se détourne des illusions révolutionnaires. Dès le milieu des années 1970, il se passionne pour les luttes démocratiques contre les régimes communistes de l’autre côté du rideau de fer. Il noue des amitiés en Yougoslavie et en Tchécoslovaquie dont il est expulsé en octobre 1979 (il avait participé à l’organisation d’une manifestation de soutien à Václav Havel et Petr Uhl, alors en procès). En 1980, il est au chantier naval de Gdańsk pendant les grandes grèves d’août, il séjourne en Pologne pendant toute la période légale de Solidarność. Liés aux oppositions et dissidences à l’Est, il n’a cessé ensuite de voyager dans l’ensemble de la région, avant et après la chute du communisme.
Jean-Yves Potel a été, par ses livres et ses articles, un témoin attentif de ces trente années de bouleversement. D’abord comme écrivain, rédacteur de 1979 à 1985 (pseudonyme : J.-Y. Touvais) à la revue L'Alternative, pour les droits démocratiques en Europe de l’Est, dirigée par François Maspero, et collaborateur régulier, de 1980 à 1998 du Monde diplomatique et de France Culture (Panorama, de 1990 à 2001). Ensuite, comme militant pour les droits de l’homme, en Tchécoslovaquie et en Pologne dans les années 1980, ou contre le nationalisme serbe pendant les guerres en ex-Yougoslavie particulièrement au Kosovo. Enfin, comme chercheur et responsable de coopérations à la DATAR : il a notamment dirigé entre 1990 et 2001, une quinzaine de programmes européens de préparation des nouveaux adhérents à l’entrée dans l’Union européenne.
Il a publié des essais politiques sur la Pologne contemporaine, sur l’évolution de l’Europe centrale et du bloc de l'Est, sur la France. L’originalité de ses ouvrages tient dans la combinaison de récits de voyages, d’enquêtes et d’études historiques et politiques approfondies, évoquant les événements dont il a été témoin, ou des questions mémorielles. Parmi les grandes thématiques de son travail, on peut citer l’analyse des mouvements démocratiques et des dissidences dans le bloc soviétique, l’évolution culturelle de ces sociétés, les mémoires collectives et les conflits nationaux, les guerres et génocides. Il s’est également beaucoup intéressé à l’expression artistique dans cette région de l’Europe (théâtre, littérature et arts contemporains) il a notamment écrit plusieurs articles importants sur la création artistique en Pologne depuis 1989. Il est l’auteur de deux recueils de poésie, d'un essai biographique consacré à la romancière d’origine polonaise Anna Langfus (1920-1966) et il s'est intéressé également ces dernières années à la poésie de la poète tsigane polonaise Bronisława Wajs Papusza (1910-1987) et au poète juif polonais du ghetto de Varsovie, Władysław Szlengel (1914-1943). Collaborateur du Mémorial de la Shoah et le la revue Esprit, il est également membre des comités de rédaction de En attendant Nadeau et de Mémoires en jeu.

## Publications

### Ouvrages
- Scènes de grèves en Pologne, éditions Stock 1981 (version revue et augmentée, Noir sur Blanc, 2006).
- Gdansk, la mémoire ouvrière, éditions Maspero, 1982.
- Quand le soleil se couche à l’Est, Éditions de l'Aube, 1995  (ISBN 978-2-8767-8218-1). Quand le soleil se couche à l’Est : La Fin du système soviétique (édition électronique), 2015  (ISBN 978-2-4020-4297-0)
- L'Ensilencement, poésie, éditions Le dé bleu, 1995.
- La Belle Image, poésie, éditions Area, 1996.
- Les Cent Portes de l’Europe centrale et orientale, éditions de l'Atelier, 1998.
- Au miroir de la guerre (retour du Kosovo), éditions de l'Aube, 2000.
- La Fin de l’innocence, la Pologne face à son passé juif, éditions Autrement, 2009.
- Francja, ta sama czy inna, (en polonais), éditions Trio, 2009.
- Les Disparitions d'Anna Langfus, éditions Noir sur Blanc, 2014.
- D'une autre Europe. éditions Circé, 2023.

### Ouvrages en collaboration et direction d'ouvrages collectifs
- Antimilitarisme et révolution. Anthologie de l’antimilitarisme (1848-1918), éditions 10/18, 2 volumes,1976. En collaboration avec Alain Brossat.
- Procès à Prague, le VONS devant ses juges (22-23 octobre 1979), éditions Maspero 1980. Établissement du texte, notes et préface.
- Interrogations polonaises, La Documentation française, 1981. En collaboration avec Georges Mink.
- La Pologne de Solidarité, éditions Maspero, 1982. Numéro hors série de la revue L’Alternative.
- Le KOR : une opposition démocratique en Pologne, éditions Maspero, 1983. Numéro hors série de la revue L’Alternative.
- À l’Est, chronique des petits-fils du peuple, 1983, éditions Autrement. En collaboration avec Alain Brossat.
- Pologne, août-septembre,1983. Numéro double de la revue Les Temps modernes.
- L’État de la France et de ses habitants, éditions La Découverte 1985.
- À l’Est, la mémoire retrouvée, éditions La Découverte, 1990. En collaboration avec Alain Brossat, Sonia Combe et Jean-Charles Szurek (d).
- L’Est : les mythes et les restes, éditions du Seuil, 1992.. Numéro de la revue Communications. En collaboration avec Alain Brossat.
- Le continent retrouvé, éditions de l'Aube, 1993. En collaboration avec Michel Foucher.
- Kosovo dans la nuit, recueil de textes littéraires, éditions de l'Aube, 1999. Choix et préface.
- Journal d’une femme au Kosovo, la guerre avant la guerre, Sevdije Ahmeti (sq), éditions Karthala, 2001. Préface, entretien avec l’auteur et notes.
- Varsovie en mouvement, Bartek Chaciński (pl) et alii, éditions Autrement 2004. Préface et coordination.
- Papusza, poète tsigane et polonaise, n° spécial d’Études tsiganes, Éditions FNASAT-Gens du Voyage, 2013.
- Anna Langfus, Życie, Twórczość, Recepcja, [La vie. L’œuvre. La réception]. Numéro 34 de la revue Scriptores, Ośrodek «Brama Grodzka – Teatr NN», Lublin 2013 (en polonais).
- « Une telle monstruosité… », Journal d’un médecin polonais, 1939-1947, par Zygmunt Klukowski (pl), préface et édition française. éditions Calmann-Lévy, 2011.
- Ce que je lisais aux morts, Wladyslaw Szlengel, poèmes du ghetto de Varsovie. traduction et présentation, éditions Circé, 2017.
- Un nouvel autoritarisme en Pologne, dossier du numéro de mars 2019 de la revue Esprit
- Le long chemin vers la démocratie, en collaboration avec György Dalos (en) et Ilko-Sascha Kowalczuk, éditions Arbre bleu, 2023.